# BRDM-1
Der BRDM-1 (russisch Бронированная разведывательно-дозорная машина (БРДМ) Aufklärungs- und Spähpanzerwagen) ist ein voll amphibischer Spähpanzer mit Allradantrieb. Er wurde in der Sowjetunion auf Basis des BTR-40 entwickelt und zwischen 1957 und 1966 hergestellt. Ersetzt wurde der BRDM-1 in den 1960er-Jahren durch den BRDM-2.
In der Nationalen Volksarmee der DDR wurde der Radpanzer als Schützenpanzerwagen 40P (kurz SPW-40P) geführt und gehörte zur Standardausrüstung der mot. Schützen.

## Entwicklung und Verbreitung
Angesichts der eingeschränkten Eignung des BTR-40 für Aufklärungsaufgaben begann man im OKB Dedkow des Gorkowski Awtomobilny Sawod (GAZ) 1954 mit der Entwicklung eines speziell für die Aufklärungstruppen geschaffenen Fahrzeuges. Parallel dazu wurde im gleichen Konstruktionsbüro der BTR-60 entwickelt, mit dem sich das später als BRDM bezeichnete Fahrzeug einige Komponenten teilt. Gefordert wurden für den neuen Entwurf von der sowjetischen Armee vor allem eine bessere Geländegängigkeit und Schwimmfähigkeit. Die von W.K. Rubzow geleiteten Entwicklungsarbeiten führten 1956 zum ersten Prototypen.
1957 wurde das Fahrzeug nach mehreren Test als BRDM in die Serienproduktion überführt, die bis 1966 etwa 10.000 Exemplare hervorbrachte. In der sowjetischen Armee wurden die Fahrzeuge vor allem bei den Aufklärungsabteilungen der Panzer- und Mot.-Schützendivisionen (je zwölf Fahrzeuge) und den Aufklärungskompanien der Panzer- und Mot.-Schützenregimenter (je sieben Fahrzeuge) eingesetzt. 1.500 Fahrzeuge wurden an die Verbündeten im Warschauer Pakt, aber auch nach Algerien, Jugoslawien, Kongo, Kuba, Marokko, Mozambique, den Sudan und Sambia exportiert.

## Beschreibung

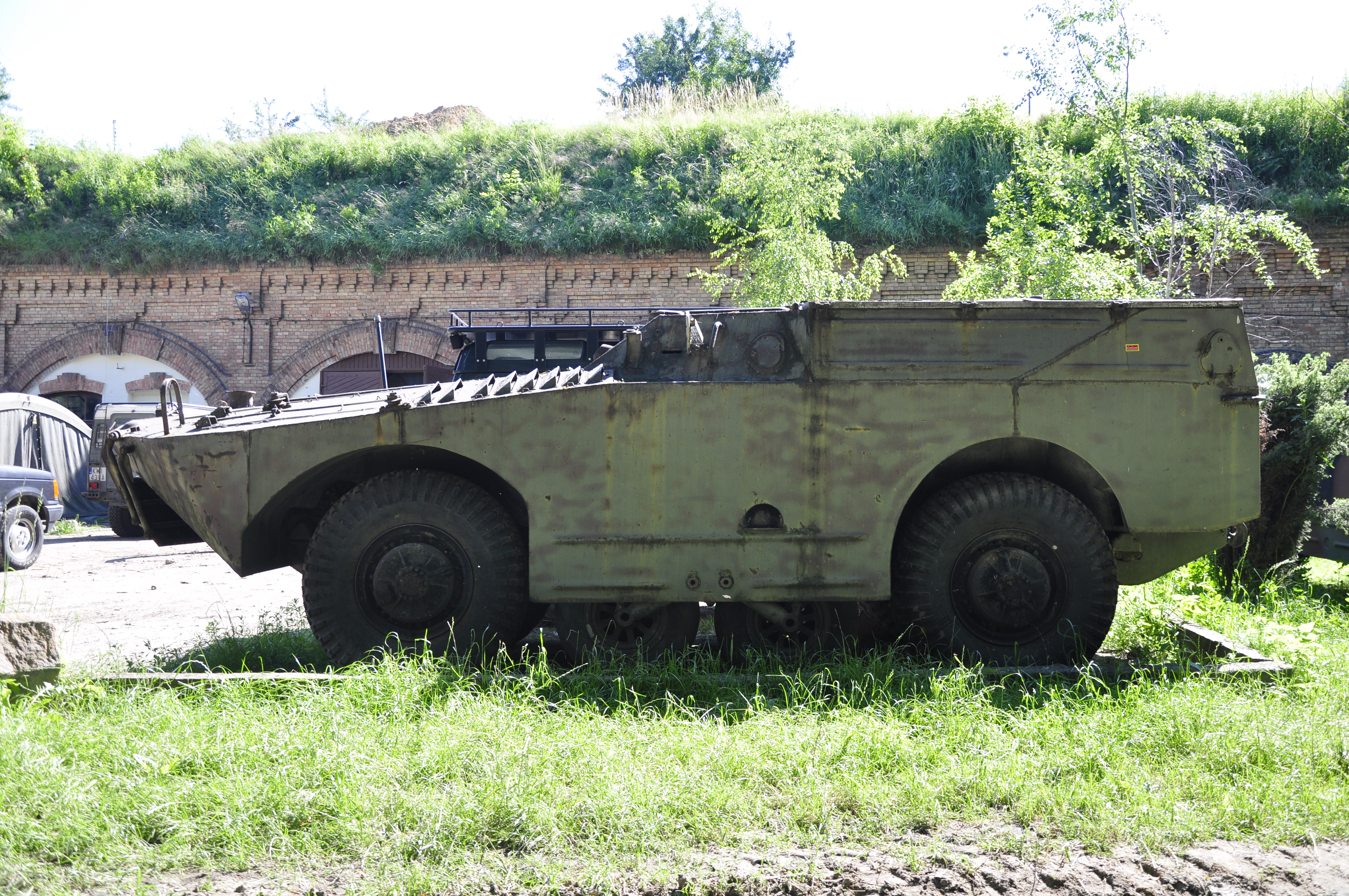
Abgerüsteter BRDM-1 im Fort V der Festung Warschau

Als Grundlage des BRDM diente der auf dem GAZ-63 basierende BTR-40, jedoch wurden diverse Komponenten verändert. Das Fahrzeug hatte unter anderem einen modifizierten Antriebs- und Getriebekomplex sowie geänderte Kraftübertragung und Achsen. Außerdem war die Wanne so gestaltet, dass es ohne Vorbereitungen schwimmfähig war. Dafür musste ein großes an Land unter dem Fahrzeugbug eingezogenes Schwallbrett aufgestellt und die Lenzpumpe eingeschaltet werden. Das fabrikintern als GAZ-40P (für plawajuschtschij, dt.: schwimmfähig) bezeichnete Projekt hatte zudem einen Wasserstrahlantrieb für die Fortbewegung im Wasser mit bis zu 9 km/h und ein zentrales Reifendruckregelsystem, das dem Fahrer erlaubte, den Reifendruck zwischen 0,5 und 3 kg/cm² zu regeln und damit den Bodenverhältnissen anzupassen. Die für einen 4×4-Entwurf hervorragende Geländegängigkeit des Fahrzeuges wurde aber ebenso durch vier zwischen den Haupträdern untergebrachte einziehbare Hilfsräder erreicht. Diese waren durch einen Kettenantrieb angetrieben und ermöglichten dem Fahrzeug eine große Überschreitfähigkeit und zusätzliche Traktion, was vor allem beim Verlassen von Wasserhindernissen unterstützend wirkte. Die Räder mit 700 mm Durchmesser und 250 mm Breite stammten aus der Flugzeugproduktion.
Die Bewaffnung des BRDM-1 bestand aus einem einzigen drehzapfenlafettierten 7,62-mm-MG SGMB über dem Fahrerraum, welches offen lafettiert war und dem Schützen keinerlei Schutz vor Beschuss bot. Spätere Fahrzeuge erhielten zum Teil ein 12,7-mm-MG DSchK und zwei seitliche drehzapfenlafettierte 7,62-mm-MG SGMB. Später wurde auf das 7,62-mm-MG PK umgerüstet. Weil ein Drehturm das Gleichgewicht des Fahrzeuges beim Schwimmen gestört hätte, war ein solcher nicht nachrüstbar, so dass beim späteren BRDM-2 die Fahrzeugauslegung gänzlich umgestellt werden musste.

Der hinten liegende Kampfraum des BRDM-1 war vollkommen geschlossen und konnte durch eine zweiteilige nach beiden Seiten öffnende Luke hinten sowie durch zwei große nach hinten öffnende Luken über dem Kampfraum betreten werden. Kommandant, rechts im Fahrzeug und Fahrer, links im Fahrzeug, konnten durch zwei große nach oben öffnende Sichtluken beobachten, oder, wenn diese geschlossen wurden, durch in die Luken eingelassene Sichtblöcke. Zusätzlich standen ihnen je ein seitlicher Sichtblock zur Verfügung. Aus dem Kampfraum hinter ihnen, der zwei bis drei Schützen aufnahm, konnte durch je zwei Schießscharten auf jeder Seite sowie zwei weitere in den beiden Türen der Heckluke mit Handwaffen gefeuert werden. Die Funkausstattung des BRDM bestand aus einer mobilen Funkstelle vom Typ R-113 (später R-123M), außerdem wurde standardmäßig ein TNA-2-Navigationsgerät eingebaut. Die Fahrzeuge hatten ABC-Schutz und waren mit einem tragbaren C-Spürgerät VPKhR-54 und einem Strahlungsmesser DP-3B ausgestattet. Da die ersten Serienfahrzeuge noch keine Nachtsichtausrüstung hatten, wurde diese in Form des später standardmäßig eingebauten Fahrscheinwerfers FG-125 und eines IR-Suchscheinwerfers nachgerüstet. Einen Schutz gegen ABC-Waffen besaß das Fahrzeug nicht.

## Technische Daten
| BRDM-1                     | BRDM-1                             |
| -------------------------- | ---------------------------------- |
| Technische Daten           |                                    |
| Besatzung                  | 5 (Kommandant, Fahrer, 3 Schützen) |
| Länge                      | 5,7 m                              |
| Breite                     | 2,25 m                             |
| Höhe                       | 1,9 m, 2,25 m (über MG)            |
| Gewicht                    | 5,6 Tonnen                         |
| Panzerung                  | 12 mm vorn und seitlich            |
| Bewaffnung                 | 1 × 7,62-mm-MG SGMB (1.250 Schuss) |
| Motor                      | 6-Zylinder-Ottomotor GAZ-40P       |
| Leistung                   | 90 PS                              |
| Höchstgeschwindigkeit      | 90 km/h                            |
| Leistungsgewicht           | 16,1 PS/Tonne                      |
| Bodenfreiheit              | 31,5 cm                            |
| Spurweite                  | 1,66 m                             |
| Radstand                   | 2,8 m (ohne Hilfsräder)            |
| Tankinhalt                 | 150 l                              |
| Reichweite                 | 500 km                             |
| Grabenüberschreitfähigkeit | 1,2 m                              |
| Kletterfähigkeit           | 40 cm                              |
| max. Steigung              | 30°                                |
| max. Querneigung           | 25°                                |

## Versionen

### BRDM (1957)
Die ersten Serienfahrzeuge hatten noch einen offenen Kampfraum mit einem drehzapfenlaffetierten 7,62-mm-MG SGM. Es wurden nur sehr wenige Fahrzeuge in dieser Ausführung produziert.

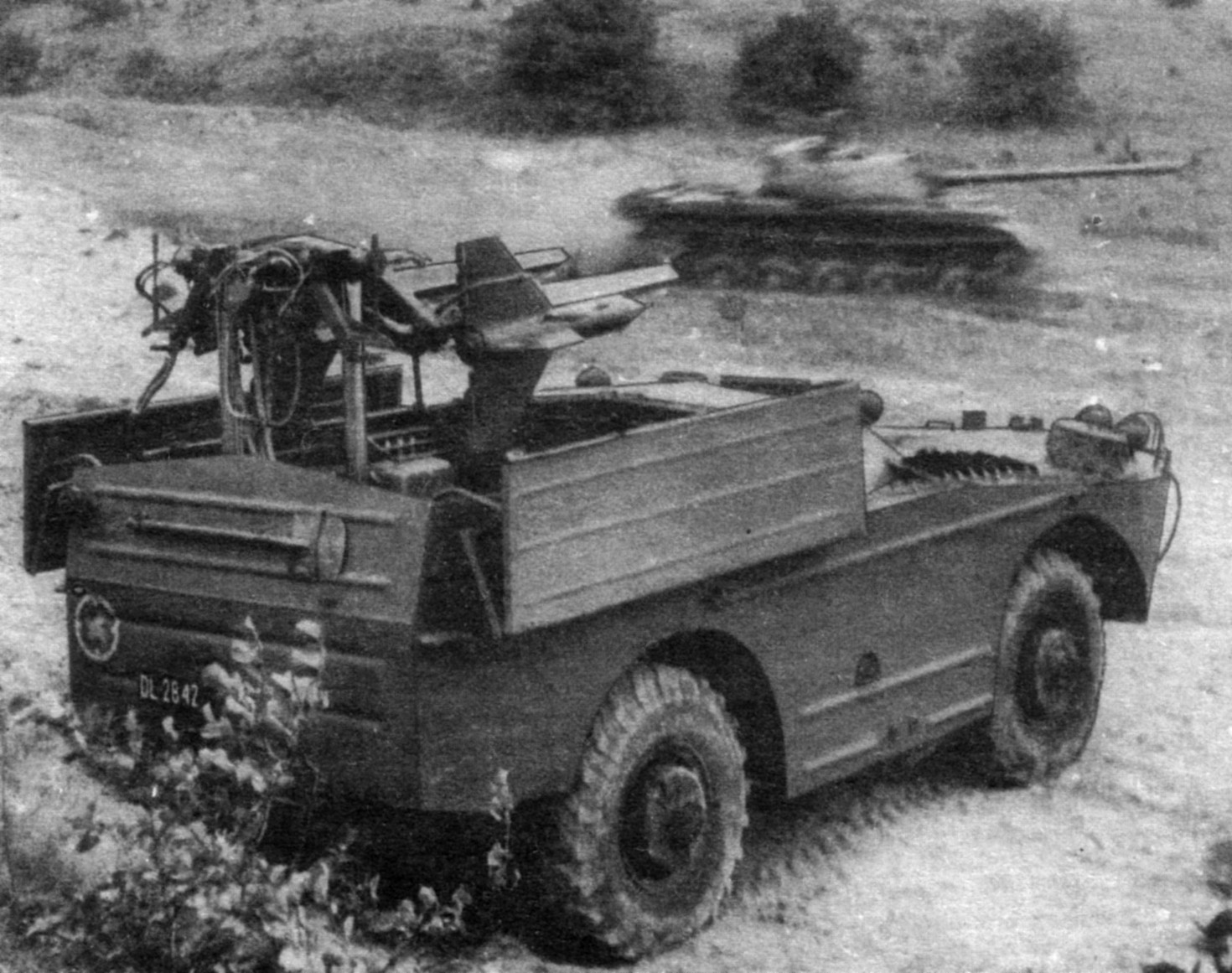
Raketen-Jagdpanzer 2P27

### Raketen-Jagdpanzer 2P27
Die Version eines Raketenjagdpanzers mit einem Dreifachstarter für 2K15 Schmel (NATO-Bezeichnung: AT-1 Snapper) wurde ab 1958 entwickelt und erhielt bei ihrer Einführung 1960 die Bezeichnung 2P27. Die Produktion endete bereits 1963 und die produzierten Fahrzeuge dienten lediglich bei der sowjetischen Armee, dort aber bis in die 1970er-Jahre. Der Dreifachstarter war in Fahrposition durch eine nach beiden Seiten öffnende zweiteilige Luke abgedeckt und musste vor dem Abfeuern ausgefahren werden. Das Nachladen des Starters konnte nur von außen erfolgen, was den Gefechtswert des Fahrzeuges einschränkte. Der Einsatz der Fahrzeuge erfolgte in Batterien zu drei Zügen mit je drei Fahrzeugen. Die Züge wurden in der Regel in enger Kooperation mit konventionellen Panzerabwehrkanonen eingesetzt, da eine Bekämpfung von Zielen erst ab einer Entfernung von etwa 500 m möglich war.

### Raketen-Jagdpanzer 2P32
Der Raketenjagdpanzer 2P32 verwendete die Lenkwaffe 9M11 Falanga (AT-2 Swatter) und hatte einen Starter mit vier startbereiten Raketen. Der Starter ist in Fahrposition durch eine nach hinten öffnende Luke und zwei seitlich öffnende Luken abgedeckt. Das 1962 eingeführte System bot größere Reichweite und Durchschlagsleistungen, wurde aber ansonsten wie der 2P27 und oft neben diesen eingesetzt. Der 2P32 wurde auch exportiert.

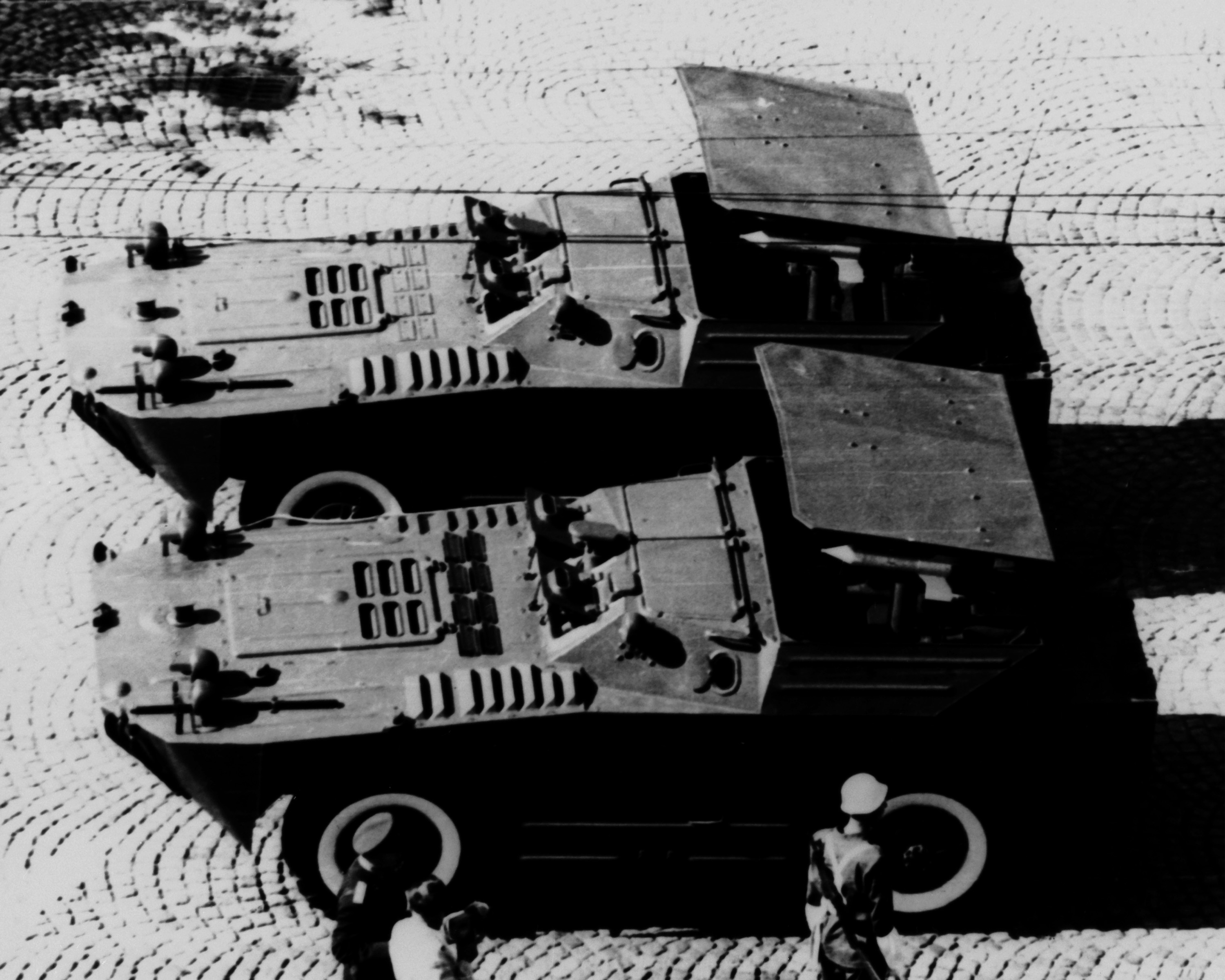
Raketen-Jagdpanzer 9P110

### Raketen-Jagdpanzer 9P110
Der Raketenjagdpanzer 9P110 stellt die letzte Entwicklungsstufe dieses Fahrzeugtyps auf Basis des BRDM-1 dar. Das Fahrzeug wurde 1963 überstürzt eingeführt, obwohl wenig später die Produktion des BRDM-2 begonnen wurde. Im Gegensatz zu seinen Vorgängern besitzt der 9P110 einen Sechsfach-Starter für Panzerabwehrlenkraketen 9M14 Maljutka (AT-3 Sagger). Acht Reserveflugkörper können mitgeführt werden und unter Panzerschutz nachgeladen werden. Die Abdeckung der Raketen in Fahrposition wird mit dem Starter angehoben, verbleibt also auch in Startposition über den Raketen. Der 9P110 wurde in größerer Stückzahl produziert als seine beiden Vorgänger, er wurde im Warschauer Pakt eingesetzt.
Die Besatzung bestand aus zwei Mann, dem Lenkschützen und dem Fahrer.
Die Raketen 9M14 konnten aus dem Fahrzeug oder extern von der 9S415-Steuereinheit gestartet und gesteuert werden.

### Führungspanzer BRDM-U
Der BRDM-U entsprach weitgehend der Standardversion BRDM-1. Zusätzlich führte er aber eine erweiterte Kommunikations- und Aufklärungsausrüstung im Kampfraum mit. Die Fahrzeuge sind einfach an den zwei seitlichen und zwei am Heck platzierten Antennen zu erkennen.

### ABC-Erkundungsfahrzeug BRDM-RCh
Das ABC-Erkundungsfahrzeug BRDM-RCh wurde 1966 aus Standardfahrzeugen BRDM-1 umgerüstet, die nachträglich mit umfangreicher Ausstattung zum Aufklären von ABC-Kontamination versehen wurden. Dazu zählten Strahlungsmesser DP-3 und DP-5A, ein B-Waffen-Spürsatz KPO-1 sowie Nervengasdetektoren GSP-1M und GSP-11. Mit einer Markierungsanlage konnte kontaminiertes Gelände mit 20 mitgeführten Signalfahnen markiert werden. Außerdem wurden Leucht- und geräuscherzeugende Signalmunition mitgeführt. Vier Fahrzeuge standen in jedem Panzer- und Mot.-Schützenregiment, vier weitere im Aufklärungsbataillon und neun im ABC-Aufklärungsbataillon der Division zur Verfügung.